# Carlos Darwin Quintero
Carlos Darwin Quintero Villalba (San Andrés de Tumaco, 18 settembre 1987) è un calciatore colombiano, attaccante del Deportivo Pereira.

## Carriera

### Club
Quintero ha iniziato la sua carriera calcistica al Deportes Tolima. Nel 2007 gioca in Russia al Kryl'ja Sovetov Samara insieme al compagno di squadra del Deportes Tolima Juan Carlos Escobar, dove però non ebbe molto successo soprattutto a causa della sua taglia. Nel 2008 torna in Colombia al Club Deportivo Pereira.
Il 20 gennaio 2009 si trasferisce in Messico al Santos Laguna per circa 4 milioni di dollari.
Dal 16 dicembre 2014 gioca al Club America.
Il 1º gennaio 2023 si accasa all'América de Cali, facendo ritorno in patria.

### Nazionale
Ha giocato nella Colombia Under-20 nel 2007.

## Palmarès

### Competizioni Nazionali
- Campionato messicano: 1

Santos Laguna: Clausura 2012
- Copa México: 1

Santos Laguna: Apertura 2014

### Competizioni Internazionali
- CONCACAF Champions League: 2

Club America: 2014-2015, 2015-2016

### Individuale
- Capocannoniere della CONCACAF Champions League: 1

2012-2013 (6 reti)
- Capocannoniere della U.S. Open Cup: 1

2019 (6 reti)